# Таламус
Таламус або талямус (лат. thalamus dorsalis, від грец. θάλαμος — «кімната», «шлюбне ліжко») — ділянка сірої речовини у верхній частині проміжного мозку хордових тварин. Таламус є симетричною, розміщеною обабіч міжпівкульної серединної лінії, структурою, складеної з двох однакових половинок. Він розміщений між структурами великого мозку, зокрема корою, та структурами середнього мозку. Серединна поверхня обох половинок таламуса є водночас верхньою боковою стінкою третього шлуночка головного мозку.
Таламус виконує декілька важливих фізіологічних функцій. Зокрема, саме таламус відповідає за передання сенсорної та рухової інформації від органів чуття (за винятком інформації від органів нюху) до відповідних ділянок кори великих півкуль головного мозку. Таламус також відіграє важливу роль у регуляції рівня свідомості, процесів сну та неспання, концентрації уваги.
Таламус є одним із основних продуктів ембріонального розвитку зародкового проміжного мозку. Це було вперше встановлено шведським анатомом Вільґельмом Ґісом 1893 року.
Раніше таламус вважали структурою головного мозку, характерною лише для хордових, а ще раніше — тільки для хребетних, і цілком відсутньою в безхребетних, навіть найбільш високоорганізованих, таких як членистоногі. Однак нещодавно в центральному нервовому вузлі або головному мозку членистоногих виявлено структуру, аналогічну таламусу в головному мозку хордових як з погляду схожості процесів ембріонального розвитку та шаблонів експресії генів, так і з погляду схожості анатомічного розташування в головному мозку, а також схожа за виконуваними фізіологічними функціями (збір інформації та передання її від різних сенсорних шляхів до більш передньо розміщених частин головного мозку або центрального нервового вузла) — так звані  «бічні допоміжні частки». Таким чином, таламус, можливо, є еволюційно дуже давньою структурою мозку, зачатки або попередники якої виникли в спільного предка хордових і членистоногих близько 550—600 млн років тому.

## Будова
Таламус складається із системи мієлінізованих ламел, що розділяють ядра таламуса — кластери тіл нейронів. Часто в складі таламуса виділяють аллоталамус (10% об'єму) і ізоталамус[джерело?].
Таламус утворює бічні сторони шлуночка. Він майже повністю сформований із сірої речовини. У ньому налічують майже 40 ядер.
Ядра таламуса розділяють на 3 основні групи:
- Перемикальні (релейні) ядра. Передають сенсорну інформацію від органів чуття до кори великих півкуль головного мозку. Отримують нервові закінчення від конкретного органу та передають сигнали до функціонально специфічної зони кори.
- Асоціативні ядра. Отримують нервові закінчення з кори та знову передають інформацію до асоціативних зон кори.
- Неспецифічні ядра. Утворюють синаптичні контакти з різноманітними зонами кори.

За іншою функціональною класифікацією виділяють 5 груп ядер таламуса:
- Сітчасте та інтраламінарні ядра, які відповідають за стан неспання та ноцицепцію.
- Чутливі ядра, які сприймають інформацію від органів чуття.
- Ефекторні ядра, пов'язані з руховими функціями та формуванням мови
- Асоціативні ядра, що беруть участь у когнітивних функціях
- Лімбічні ядра, що впливають на настрій та мотивацію

## Функції таламуса
Таламус перш за все відповідає за перерозподіл інформації, що поступає від органів чуття, за винятком нюху, до кори головного мозку. Коли інформація потрапляє на ядра таламуса, там відбувається її первинна обробка. Вважається, що таламус активно залучений у процес пам'яті.
1. Збір, аналіз та передача до кори кінцевого мозку (ККМ) важливої сенсорної інформації.
2. Зв'язує регуляцію внутрішніх органів (гіпоталамус), сомато-сенсорну систему (відчуття тіла), формування емоцій (лімбічна система) з ККМ.
3. Інтегрує різні асоціативні зони кори.
4. Через таламус відбувається реалізація програми довільних рухів.

## Патології таламуса
Пошкодження таламуса може привести до антероградної амнезії або викликати тремор — мимовільне тремтіння кінцівок у стані спокою.